# Újezdeček
Újezdeček – gmina w Czechach, w powiecie Cieplice, w kraju usteckim.
1 stycznia 2013 gmina liczyła 954 mieszkańców.